# Kriegs-Sonderaktion
Als Kriegs-Sonderaktion wird eine Verhaftungswelle im Zusammenhang mit dem Überfall auf Polen am 1. September 1939 durch das nationalsozialistische Regime bezeichnet, von der zahlreiche führende Vertreter der zerschlagenen Oppositionsparteien und insbesondere Gewerkschafter betroffen waren.
Unmittelbar mit dem Beginn des Überfalls auf Polen einher ging die Verhaftung zahlreicher ehemaliger Politiker und Gewerkschafter, die zuvor schon auf Fahndungslisten registriert waren. Die meisten wurden direkt in ein Konzentrationslager eingeliefert. Einige wurden zuvor wegen „Vorbereitung zum Hochverrat“ vor Gericht gestellt. Nach Haftende kamen auch diese Personen meist in KZ-Haft.
Von der Sonderaktion betroffen waren mehr als 70 Personen. Darunter waren die Reichstagsabgeordneten Lorenz Breunig, Erich Lübbe, Cornelius Gellert, Franz Petrich, Michael Schnabrich, Ernst Schneppenhorst, Fritz Soldmann, der Landtagsabgeordnete Johannes Kleinspehn, die Redakteure Lothar Erdmann, Theodor Haubach, sowie der Generalsekretär des Reichsbanners Schwarz-Rot-Gold Ernst Wille.